# 대한민국 상법 제522조의2
대한민국 상법 제522조의2는 합병계약서 등의 공시에 대한 상법 회사법의 조문이다.

## 조문
제522조의2 (합병계약서 등의 공시) ① 이사는 제522조제1항의 주주총회 회일의 2주전부터 합병을 한 날 이후 6월이 경과하는 날까지 다음 각호의 서류를 본점에 비치하여야 한다.

1. 합병계약서

2. 합병으로 인하여 소멸하는 회사의 주주에게 발행하는 주식의 배정에 관하여 그 이유를 기재한 서면

3.각 회사의 최종의 대차대조표와 손익계산서

② 주주 및 회사채권자는 영업시간내에는 언제든지 제1항 각호의 서류의 열람을 청구하거나, 회사가 정한 비용을 지급하고 그 등본 또는 초본의 교부를 청구할 수 있다.